# Kurt W. Alt

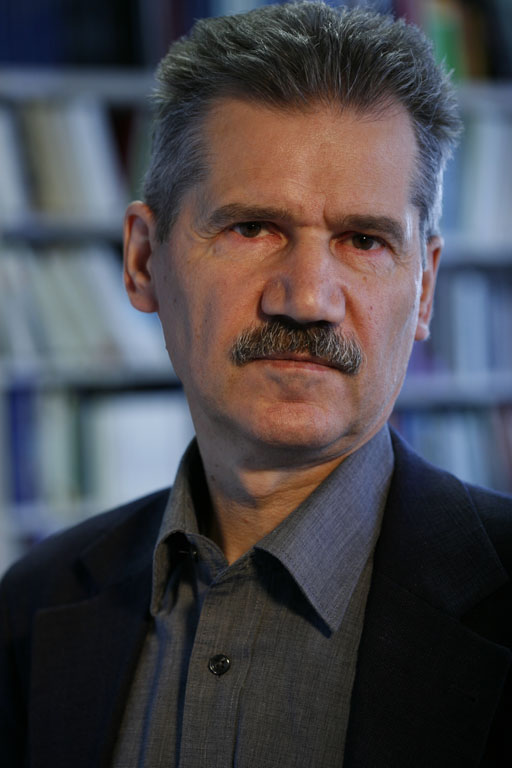
Kurt W. Alt (2006)

Kurt Werner Alt (* 26. Juni 1948 in Elm/Saar) ist ein deutscher Anthropologe mit den Arbeitsschwerpunkten Humanbiologie und Bioarchäometrie. Er gilt als Spezialist für Dental-Anthropologie.

## Leben
Kurt W. Alt studierte Zahnmedizin und Physik an der FU Berlin und promovierte nach seiner Approbation als Zahnarzt zum Dr. med. dent. (Hauptfach Medizingeschichte). Zwischen 1979 und 1983 war er als Zahnmediziner in Berlin, Hamburg und Freiburg im Breisgau tätig. Nach dem anschließenden Zweitstudium der Anthropologie, Ur- und Frühgeschichte und Ethnologie an der Universität Freiburg habilitierte er sich 1992 im Fach Anthropologie. 
Nach Tätigkeit als Forschungsassistent am Institut für Rechtsmedizin der Universität Düsseldorf und als wissenschaftlicher Angestellter am Institut für Humangenetik und Anthropologie der Universität Freiburg folgte 1999 der Ruf an die Johannes Gutenberg-Universität in Mainz. Dort wirkte er bis August 2013 als Universitätsprofessor am Institut für Anthropologie. Seit Juli 2014 forscht und lehrt Alt am Zentrum für Natur- und Kulturgeschichte der Zähne der Danube Private University in Krems an der Donau. Zudem ist er Gastprofessor an der Universität Basel sowie an der Universität Zagreb. Als freier Mitarbeiter für Forschung ist er am Landesamt für Denkmalpflege und Archäologie in Sachsen-Anhalt, Landesmuseum für Vorgeschichte, in Halle an der Saale, tätig.

## Forschung
Der wissenschaftliche Werdegang von Kurt W. Alt ist geprägt von der interdisziplinären Erforschung der Geschichte des Menschen an der Schnittstelle von Natur- und Geisteswissenschaften. Seine Arbeiten konzentrierten sich zunächst auf die Dental-Anthropologie und odontologische Verwandtschaftsanalyse, bei der er mit speziell entwickelten statistischen Analyseverfahren besonders für den Arbeitsbereich der prähistorischen Anthropologie Grundlagen schuf „um frühe Populationen zu rekonstruieren, Verwandtschaftsverhältnisse aufzuzeigen und Hinweise auf die Sozialstruktur dieser Bevölkerungen zu geben“. Während seiner Zeit am Institut für Anthropologie in Mainz gründete er die Arbeitsgruppe für Bioarchäometrie. Seitdem widmen sich unter seiner Leitung zahlreiche Wissenschaftler in den Arbeitsbereichen Anthropologie, Osteoarchäologie, Paläogenetik und Biogeochemie zentralen Fragen der Menschheitsgeschichte. Die Forschungsschwerpunkte erstrecken sich von der Neolithisierung im Vorderen Orient über die populationsgeschichtlichen Prozesse bei der Ausbreitung von Ackerbau und Tierzucht nach Mitteleuropa bis hin zu Fragen der Ernährung, Landnutzung, Krankheitsgeschichte und Mobilität des Menschen aller ur- und frühgeschichtlichen Epochen bis in die Neuzeit. Besondere Aufmerksamkeit erlangten hierbei die schnurkeramischen Familiengräber von Eulau, die Herausarbeitung populationsdynamischer Vorgänge bei der Entstehung der mitteleuropäischen genetischen Diversität und die umfassende Untersuchung der Skelettreste Königin Edithas, der Gemahlin Ottos des Großen.

## Publikationen (Auswahl)
- mit Ch. J. Adler, K. Dobney, L. S. Weyrich, J. Kaidonis, A. W. Walker, W. Haak, C. J. A. Bradshaw, G. Townsend, A. Soltysiak, J. Parkhill, A. Cooper: Sequencing ancient calcified dental plaque shows changes in oral microbiota with dietary shifts of the Neolithic and Industrial revolutions, In: Nature Genetics 45, 2013, 450–455.
- mit G. Brandt, W. Haak, Ch. J. Adler, Ch. Roth, A. Szécsényi-Nagy, S. Karimnia, S. Möller-Rieker, H. Meller, R. Ganslmeier, S. Friederich, V. Dresely, N. Nicklisch, J. K. Pickrell, F. Sirocko, D. Reich, A. Cooper: Ancient DNA reveals key stages in the formation of Central European mitochondrial genetic diversity, In: Science 342, 2013, 257–261.
- mit B. Röder, W. de Jong: Alter(n) anders denken: Kulturelle und biologische Perspektiven, Köln 2012, ISBN 978-3-412-20895-0
- mit N. Nicklisch, F. Maixner, R. Ganslmeier, S. Friederich, V. Dresely, H. Meller, A. Zink: Rib lesions in skeletons from early Neolithic sites in Central Germany: On the trail of tuberculosis at the onset of agriculture, American Journal of Physical Anthropology 149, 2012, 391–404.
- mit Ch. Meyer, N. Nicklisch, P. Held, B. Fritsch: Tracing patterns of activity in the human skeleton: An overview of methods, problems, and limits of interpretation, Homo – Journal of Comparative Human Biology 62, 2011, 202–217.
- mit H. Meller: Anthropologie, Isotopie und DNA – biografische Annäherung an namenlose vorgeschichtliche Skelette?, Halle (Saale) 2010, ISBN 978-3-939414-53-7
- mit W. Haak, O. Balanovsky, J. J. Sanchez, S. Koshel, V. Zaporozhchenko, Ch. J. Adler, C. Der Sarkissian, G. Brandt, C. Schwarz, N. Nicklisch, V. Dresely, B. Fritsch, E. Balanovska, R. Villems, H. Meller, A. Cooper: Ancient DNA from European early Neolithic farmers reveals their near Eastern affinities, PloS Biology 8, 2010, e1000536.
- mit V. M. Oelze, A. Siebert, N. Nicklisch, H. Meller, V. Dresely: Early Neolithic diet and animal husbandry: Stable isotope evidence from three Linearbandkeramik (LBK) sites in Central Germany, Journal of Archaeological Science 38, 2010, 270–279.
- mit Ch. Meyer, G. Brandt, W. Haak, R. Ganslmeier, H. Meller: The Eulau eulogy: Bioarchaeological interpretation of lethal violence in Corded Ware multiple burials from Saxony-Anhalt, Germany, Journal of Anthropological Archaeology 28, 2009, 412–423.
- mit W. Haak, G. Brandt, H. N. de Jong, Ch. Meyer, R. Ganslmeier, V. Heyd, C. Hawkesworth, A. W. G. Pike, H. Meller: Ancient DNA, strontium isotopes, and osteological analyses shed light on social and kinship organization of the later Stone Age, Proceedings of the National Academy of Sciences of the USA 105, 2008, 18226–18231.
- mit P. Jud, M. Betschart: Die Menschenknochen aus La Tène und ihre Deutung, Archäologie der Schweiz 30, 2007, 28–33.
- mit B. Kaulich, L. Reisch, H. Vogel, W. Rosendahl: The Neanderthalian molar from Hunas, Germany, Homo – Journal of Comparative Human Biology 57, 2006, 187–200.
- mit W. Vach: Verwandtschaftsanalyse im alemannischen Gräberfeld von Kirchheim/Ries, Basel 2005, ISBN 978-3-905448-02-3
- mit W. Haak, P. Forster, B. Bramanti, S. Matsumura, G. Brandt, M. Tänzer, R. Villems, C. Renfrew, D. Gronenborn, J. Burger: Ancient DNA from the first European farmers in 7500-year-old Neolithic sites, Science 310, 2005, 1016–1018.
- mit A. Kemkes-Grottenthaler: Kinderwelten. Anthropologie – Geschichte – Kulturvergleich, Köln 2002, ISBN 978-3-412-03102-2
- mit N. Rauschenberger: Ökohistorische Reflexionen – Mensch und Umwelt zwischen Steinzeit und Silicon Valley, Freiburg 2001, ISBN 978-3-7930-9255-1
- mit F. W. Rösing, M. Teschler-Nicola: Dental Anthropology. Fundamentals, Limits, and Prospects, Wien 1998, ISBN 978-3-211-82974-5
- Odontologische Verwandtschaftsanalyse. Individuelle Charakteristika der Zähne in ihrer Bedeutung für Anthropologie, Archäologie und Rechtsmedizin, Stuttgart 1997, ISBN 978-3-437-25248-8
- mit J. C. Türp: Die Evolution der Zähne, Berlin 1996, ISBN 978-3-87652-590-7
- mit W. Vach, Joachim Wahl: Verwandtschaftsanalyse der Skelettreste aus dem bandkeramischen Massengrab von Talheim, Kreis Heilbronn. Applikation mit odontologischen und klassisch-epigenetischen Merkmalen, In: Fundberichte aus Baden-Württemberg 20, 1995, 195–217.
- mit W. Vach: Rekonstruktion biologischer und sozialer Strukturen in ur- und frühgeschichtlichen Bevölkerungen, Prähistorische Zeitschrift 69, 1994, 56–91.
- Zahnheilkunde und Archäologie, In: Zahnärztliche Mitteilungen 79, 1989, 496–497.